# ما چگونه ما شدیم
ما چگونه ما شدیم: ریشه‌یابی علل عقب‌ماندگی در ایران کتابی‌ از صادق زیباکلام است که در آن مسئله عقب‌ماندگی ایران به‌طور خاص و عقب‌ماندگی شرق در برابر غرب (اروپا) به‌طور عام مورد بررسی قرار می‌گیرد. این کتاب را انتشارات روزنه منتشر کرده‌است. این کتاب در نوع با جلد گالینگور و شومیز (جلد نرم) منتشر شده، و به صورت الکترونیکی نیز در دسترس است. 

## جلدها
چاپ اول این کتاب در بهار ۱۳۷۴، چاپ دوم در بهار ۱۳۷۵، چاپ سوم در بهار ۱۳۷۶ و چاپ چهارم در بهار ۱۳۷۷ منتشر شد. این کتاب تا سال 
۱۳ ۹۵به چاپ بیست و هفتم رسیده و سه بار ویرایش شده‌است.

## تقدیم
نویسنده این کتاب را به محمد غزالی، ابراهیم همت و حسین خرازی تقدیم کرده‌است:
به ابوحامد امام محمد غزالی که درد احیاء شریعت رسول‌الله داشت و به شهید ابراهیم همت و حسین خرازی که به همه تحلیل‌ها خندیدند.
وی در توضیح اینکه چرا کتاب را به محمد غزالی تقدیم کرده است، به نقش وی در تغییر بینش نسبت به دین اشاره می‌کند. نویسنده توضیح می‌دهد که پیش از آشنایی با غزالی به درک دین از طریق علم می‌پرداخته و پس از آشنایی با غزالی متوجه شده است که دین توجیهی آن‌دنیایی داشته و الزاما توسط علم توجیه نمی‌شود.

## محتوا

### دلایل عقب‌ماندگی ایران و شرق
مؤلف ابتدا بر اساس سیر تاریخی، به سؤالات و پاسخ‌هایی می‌پردازد که در ذهن ایرانیان هنگام مواجهه با غرب ایجاد شده‌است. ایرانیان در پاسخ به این سؤال که «چرا از اروپا عقب مانده‌ایم» پاسخ‌های متفاوتی داده‌اند: «حمله اعراب»، «استعمار و سرمایه‌داری»، «نظریه توطئه» و …. زیباکلام این پاسخ‌ها را سهل‌انگارانه و معلول‌نگری به جای علت‌جویی و ریشه‌یابی می‌داند.
در فصل اول، نویسنده استدلال می‌کند که مدل مارکسیسم در تبیین و تحلیل سیر کلی تحولات اجتماعی و عقب‌ماندگی ایران با مشکلاتی روبروست: ۱. مارکس نظریه ماتریالیزم تاریخی خود را اساساً با نگرش و الهام گرفتن از اروپا خلق کرد. ۲. اسباب و عوامل تکوین جوامع اروپایی و ساختارهای آن با ساختار یک جامعه شرقی مثل ایران، کاملاً متفاوت است. ۳. برخی از مسائل مثل چگونگی قدرت یافتنِ مطلقِ حکومت، عدم شکل‌گیری نهادهای مستقل از حکومت، عدم استقلال زمین‌داران بزرگ (فئودال‌ها)، عدمِ به رسمیت شناختن مالکیت، عدم استقلال قانون و نهادهای قانونی و … بی‌پاسخ می‌مانند.
مؤلف در فصل‌های بعد، دلایل مختلفی برای عقب‌ماندگی ایران و شرق بیان می‌کند:
- کم‌آبی که بنیادی‌ترین ویژگی شرایط محیطی ایران است
- پراکندگی اجتماعات که نخستین پیامد بلندمدت شرایط جغرافیایی ایران است
- گسترش زندگی عشایری و صحراگردی
- منشأ قبیلگی حکومت‌های ایران
- صحرانشینی و بی‌ثباتی اجتماعی که پس از هجوم قبایل و صحرانشینان آسیای میانه (ترک‌ها، ترکمن‌ها، ازبک‌ها، تاتارها، تاجیک‌ها و مغول‌ها)، ابعاد گسترده‌تری یافت
- تمرکز قدرت در دست حکومت
- خاموش شدن چراغ علم

### دلایل پیشرفت اروپا
- برخورداری از آب و هوای معتدل و باران کافی
- کشاورزی و اسکان دائم
- نزدیکی اجتماعات و گسترش تجارت
- اعتقاد به گسترش آئین مسیحیت و رفتن به سرزمین‌های ناشناخته
- گسترش دریانوردی و نیروی دریایی

## منتقدان
صاحبنظرانی چون حسین مهدوی، نگین یاوری، ناصر هادیان، هوشنگ کاویانی، عماد افروغ، فرهاد عطایی، سعید زیباکلام، مصطفی تقوی، حسین بشیریه، احمد ساعی، منصوره اتحادیه، شاپور رواسانی، پرویز نورپناه، عزت گلشن، حسین پرندیان، فتح‌الله بارقه، امیرمحمد گمینی و جلال رحیمی‌تبار در جلسات و مقالات مختلف به نقد این کتاب پرداختند.